# لياندر تاومبا
لياندر غايل تاومبا كانا (بالفرنسية: Léandre Tawamba) لاعب كرة قدم كاميروني ولد في 20 ديسمبر 1989 يلعب حالياً في نادي الطائي السعودي.

## وصلات خارجية
لياندر تاومبا على موقع الاتحاد الأوربي (الإنجليزية)
- لياندر تاومبا على موقع قاعدة بيانات كرة القدم.إي يو (الإنجليزية)
- لياندر تاومبا على موقع ناشيونال فوتبول تيمز (الإنجليزية)
- لياندر تاومبا على موقع Soccerway.com (الإنجليزية)
- لياندر تاومبا على موقع عالم كرة القدم.نت (الإنجليزية)